# 截尾蛆管螺
截尾蛆管螺是玉黍螺目蛆管螺科蛆管螺属的一种。本物種的模式產地位於澳大利亚的塔斯曼海海域。
分布於澳大利亚的塔斯曼海海域，但也見於台湾。常栖息在潮间带沙滩或泥滩。